# San Felices de Castillería
San Felices de Castillería es una localidad y pedanía de la provincia de Palencia (Castilla y León, España) que pertenece al municipio de Cervera de Pisuerga.

## Geografía
Está a una distancia de 14 km de Cervera de Pisuerga, capital municipal, en la comarca de Montaña Palentina.

## Demografía
Evolución de la población en el siglo XXI
| Gráfica de evolución demográfica de San Felices de Castillería entre 2000 y 2020 |
|                                                                                  |
| Población de derecho (2000-2020) según el padrón municipal del INE               |

## Historia
A la caída del Antiguo Régimen la localidad se constituye en municipio constitucional que en el censo de 1842 contaba con 19 hogares y 99 vecinos, para posteriormente integrarse en Celada de Roblecedo.

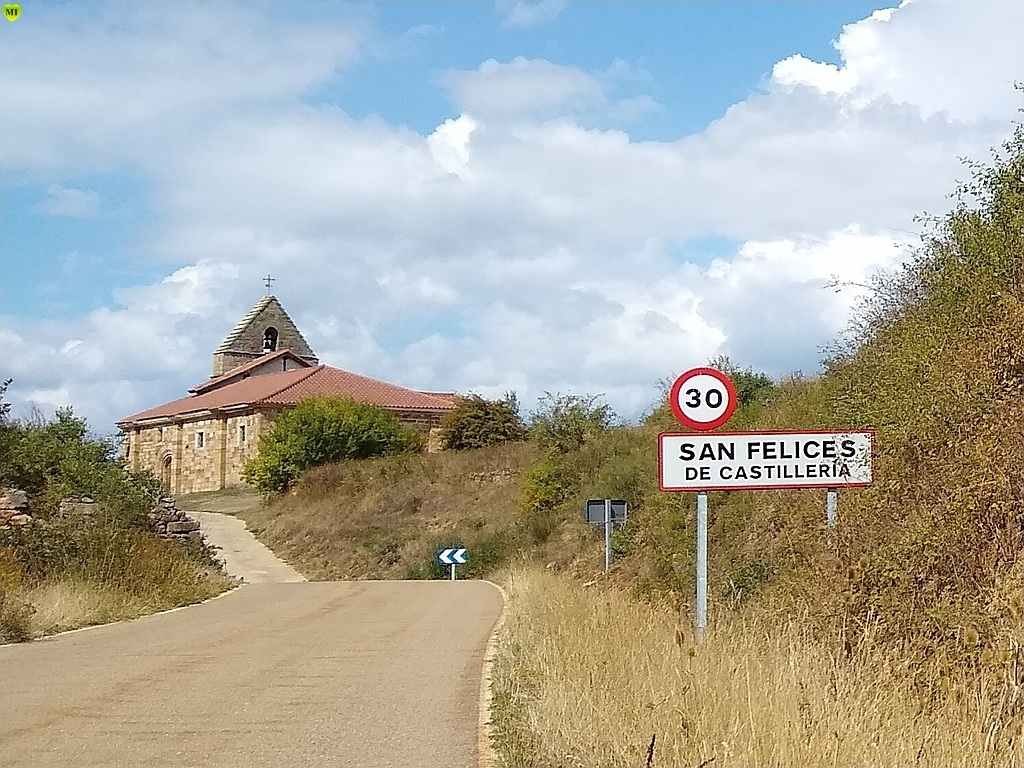
Cartel de entrada al pueblo
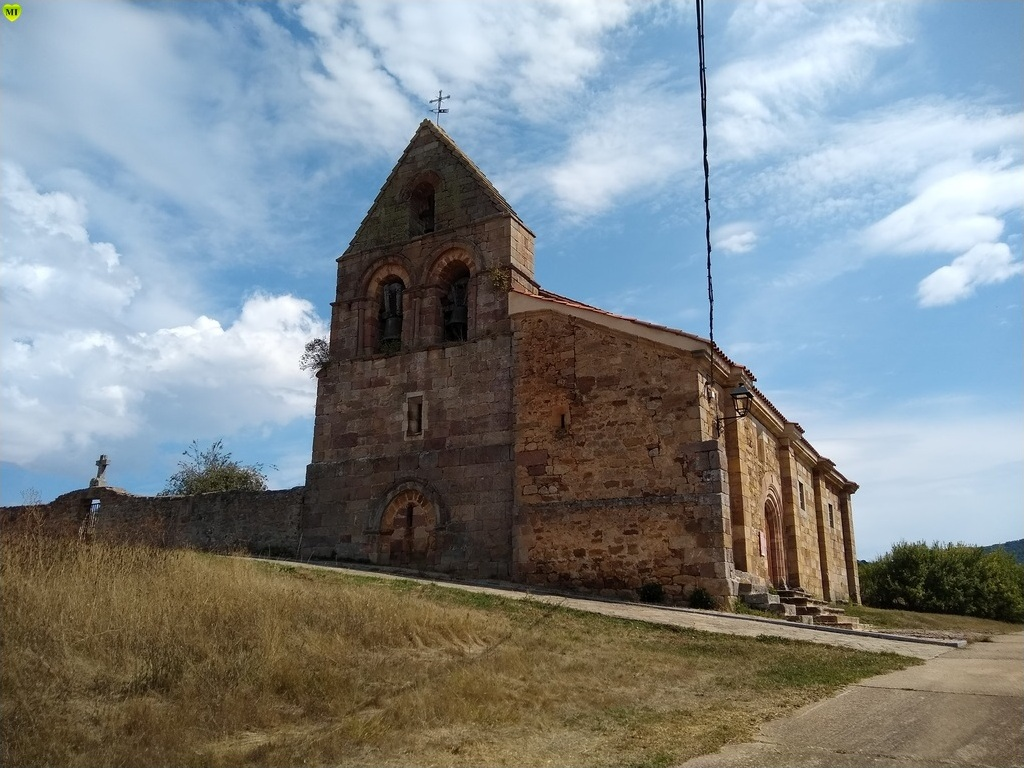
Iglesia de San Pedro ad Vinculam
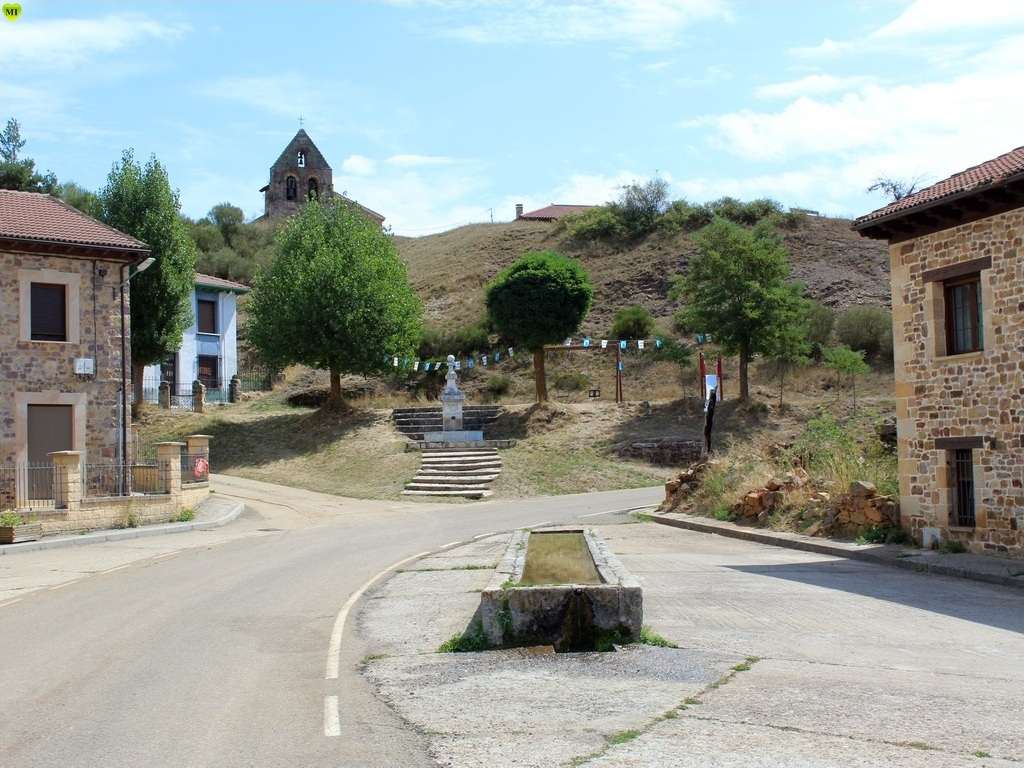
Pilón, fuente de "El Buen Gobernador" e iglesia
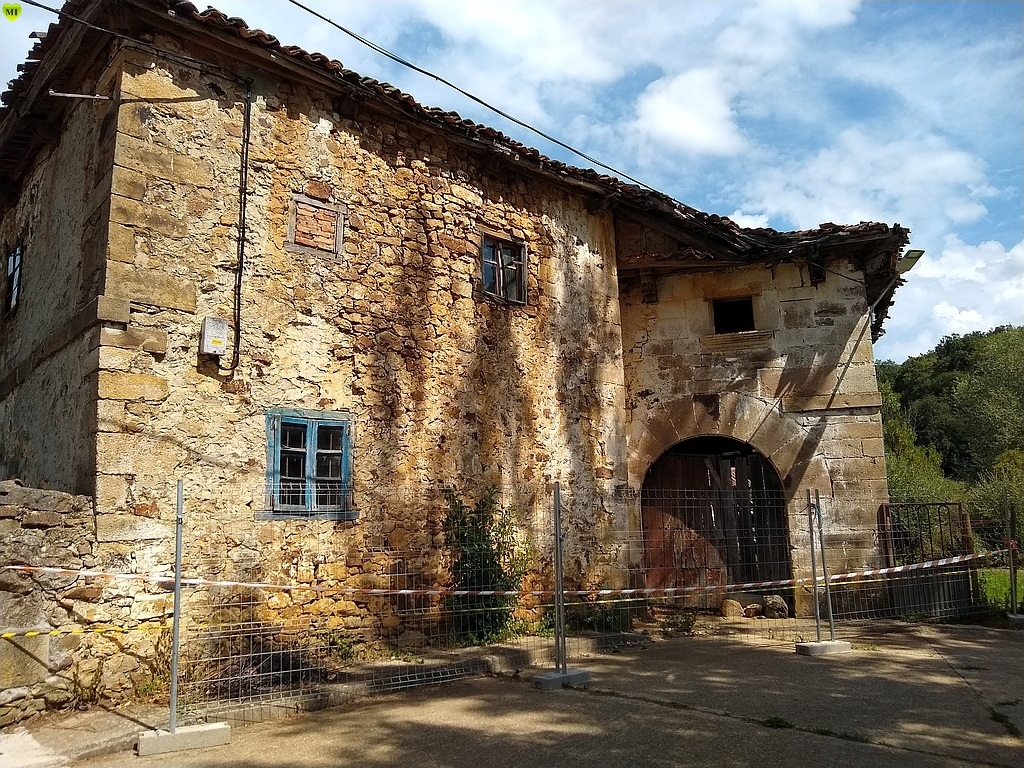
Casa
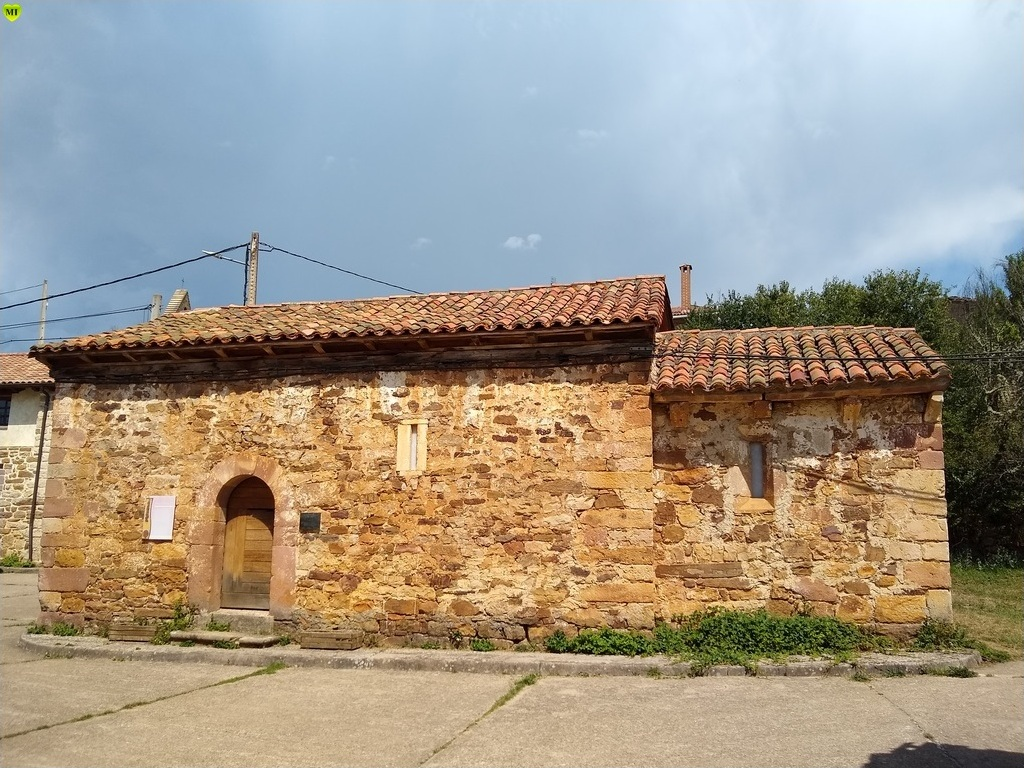
Ermita de la Asunción